# Esa pareja feliz
Esa pareja feliz és una pel·lícula espanyola rodada en 1951 però no estrenada fins 1953, òpera prima de Juan Antonio Bardem i Luis García Berlanga, i és considerada com una crítica a l'afany consumista que començava a aparèixer a Espanya.

## Sinopsi
Juan i Carmen són un humil matrimoni de Madrid. Ella és un mestressa de casa que participa assíduament en concursos radiofònics i ell un tramoista d'uns estudis de cinema. Un dia Carmen guanya un concurs patrocinat per una marca de sabó, el mateix dia que al seu marit l'acomiaden del seu ús i és estafat en el negoci que estava muntant.

## Repartiment
- Fernando Fernán Gómez - Juan Granados Muñoz
- Elvira Quintillá - Carmen González Fuentes
- Félix Fernández - Rafa
- José Luis Ozores - Luis
- Fernando Aguirre - Organizador
- Manuel Arbó - Esteban
- Carmen Sánchez - Dueña del salón de té
- Matilde Muñoz Sampedro - Amparo
- Antonio García Quijada - Manolo
- Antonio Garisa - Florentino
- José Franco - Tenor
- Alady - Técnico
- Rafael Bardem - Don Julián, el Comisario
- Rafael Alonso - Gerente Seguros 'La Víspera'
- José Orjas
- Francisco Bernal
- Lola Gaos - Reina en Rodaje
- Matías Prats - Locutor Deportivo (veu)

## Premis
Bardem i Berlanga van rebre del Cercle d'Escriptors Cinematogràfics (CEC) el Premi Jimeno a la major revelació en la edició de 1951 de les Medalles del CEC.